# Prosenoides isodomos
Prosenoides isodomos là một loài ruồi trong họ Tachinidae.